# Вандар-Кеш
Вандар-Кеш (перс. وانداركش) — село в Ірані, у дегестані Отаквар, у бахші Отаквар, шагрестані Лянґаруд остану Ґілян. За даними перепису 2006 року, його населення становило 23 особи, що проживали у складі 8 сімей.